# Bérangère McNeese
Bérangère McNeese est une actrice, scénariste et réalisatrice belgo-américaine, née à Bruxelles.

## Biographie

### Origine
Bérangère McNeese est née d'un père américain et d'une mère belge. Elle a une sœur jumelle.

### Carrière
Autodidacte, elle commence à jouer, enfant, dans des publicités. Elle suit des cours de théâtre à Bruxelles avant de partir, à 18 ans, à Paris poursuivre une carrière de comédienne.
En 2013, elle joue la fille de Dany Boon et Valérie Bonneton dans le film Eyjafjallajokull, ainsi que dans Belle comme la femme d'un autre de Catherine , Castel.
En 2017, elle tient l'un des rôles principaux dans le téléfilm d'Alain Tasma, Le viol, basée sur l'Affaire Tonglet-Castelano. La même année, elle joue dans la série Like Moi, adaptée du format québécois du même nom, pour France Télévisions.
À partir de 2015, elle devient également scénariste et réalisatrice. En 2020, elle obtient le Magritte du meilleur court-métrage pour son film Matriochkas, qui reçoit par ailleurs le Grand Prix au festival de Palm Springs et le prix de la Meilleure Réalisation au Festival International de Rhode Island.
Elle est découverte par le grand public pour son rôle de Daphné Forestier dans la série HPI, puis pour son rôle de Linda Leroy dans la série Des gens bien, qui obtient le Grand Prix de la Série au Festival TV de Luchon en 2023. Elle joue dans les deux saisons de la série Braqueurs de Julien Leclerq sur Netflix, et incarne Mme Janin, la prof de musique, dans la série Lycée Toulouse-Lautrec en 2023 et 2024. Elle y fait la rencontre de Stéphane De Groodt, qui lui propose de rejoindre le casting de sa pièce de théâtre, Un léger doute, avec Eric Elmosnino et Constance Dollé. La pièce est mise en scène par Jeremie Lippmann et jouée en 2023 au Théâtre de la Renaissance.
Elle est nommée au Magritte du Meilleur Espoir féminin en 2024 pour son rôle dans le film Ailleurs si j'y suis de François Pirot.
Son travail s'intensifie encore en 2024. Elle rejoint la série de Jamel Debbouze, Terminal, sur Canal+, avec notamment Ramzy et Camille Chamoux. Elle rejoint le casting de la série de cette dernière, ChamouxLand, la même année, puis joue dans Mortelle Raclette, réalisé par François Descraques, toujours sur Canal+. Elle apparait dans la saison 4 de Emily in Paris. Dans un registre plus dramatique, elle est également à l'affiche de Sans pitié, le premier long-métrage de Julien Hosmalin, avec Adam Bessa et Tewfik Jallab, présenté au Festival du film d'Angoulême en 2025.
En 2024, Bérangère McNeese réalise son premier long métrage, Les filles du ciel. Le film, devrait sortir en novembre en France

### Vie privée
Très discrète sur sa vie privée.

## Filmographie

### Cinéma

#### Longs métrages
- 2011 : La Chance de ma vie de Nicolas Cuche : Patricia à 18 ans
- 2013 : Eyjafjallajökull d'Alexandre Coffre : Cécile
- 2014 : Belle comme la femme d'un autre de Catherine Castel : Nina
- 2014 : La French de Cédric Jimenez : L'infirmière à l'hôpital de la Timone
- 2016 : Grave de Julia Ducournau : Bizute peinture
- 2018 : Photo de famille de Cécilia Rouaud : Clara
- 2019 : Noise de Jeremy Laval : Alice
- 2020 : Skin Walker de Christian Neuman : Minerva
- 2021 : La Troisième Guerre de Giovanni Aloi : Carmel
- 2021 : On est fait pour s'entendre de Pascal Elbé : Chloé
- 2022 : Ailleurs si j'y suis de François Pirot : Lindsay
- 2023 : Veuillez nous excuser pour la gêne occasionnée d'Olivier Van Hoofstadt : Léa
- 2024 : Jour de colère de Jean-Luc Herbulot : Laure Mertens
- 2025: Sans pitié de Julien Hosmalin : Julia

#### Courts métrages
- 2009 : Si gentil de Christophe De Groef et Christian Mahieu : Hélène

- 2012 : Tous les garçons aiment ça de Philippe Deschamps : Clara
- 2016 : Les alchimistes de Jules Follet : Karen
- 2016 : Mustang, Braco & Arlequins de Solenne Belloir
- 2017 : Les Corps purs de Guillaume De Ginestel et elle-même : Axelle
- 2017 : Juin Juillet d'Emma Séméria : Éva
- 2019 : Air comprimé d'Antoine Giorgini : Hélène
- 2019 : Pigs de Nicolas Alvo : La femme
- 2020 : Nique Verlaine de Viktor Miletic : Marie
- 2022 : Extra large de Marina Ziolkowski : Anastasia
- 2023 : Binaud & Claude de Melanie Laleu : Claude
- 2023 : Marée Haute de Noha Choukrallah

### Télévision

#### Séries télévisées
- 2012 - 2013 : Percy et ses amis (Percy's Tiger Tales) : Percy (voix)
- 2016 : Frangines : Billie
- 2017 : La Bouse (OCS): Pauline
- 2018 : Le Roi de la vanne (Canal +) : la sœur de Guillermo Guiz
- 2019 : Unité 42 : Axelle
- 2019 : Balthazar : Audrey Faure (saison 2, épisode 10 : Délirium)
- 2020 : Le Bureau des légendes : Mony
- 2021 : Braqueurs (Netflix) : Coralie
- 2021 : Face à face : Louise Venturi
- 2021 : Baraki : La médecin
- 2021 - présent : HPI : Daphné Forestier
- 2021 - 2022 : The Smurfs La schtroumpfette (voix)
- 2022 : Fils de : Julie
- 2023 : Des gens bien : Linda Leroy
- 2023 : Lycée Toulouse-Lautrec : Mme Janin, la prof de musique
- 2024 : Emily in Paris : Sabine
- 2024 : Terminal : Charlie
- 2025: Au fond du trou (Arte) : Anouk
- 2025 : Recalé (Netflix): Laurence

#### Téléfilms
- 2017 : Le Viol d'Alain Tasma : Malia
- 2020 : Meurtres en Berry : Isabelle Servin
- 2024 : Mortelle raclette de François Descraques

#### Documentaires
- 2023 : SNULS : De toute façon, dans 20 minutes, vous aurez tout oublié de Guillermo Guiz et Gilles Dal : Kim Vanondermuizenwinkelaer, la réalisatrice

### Réalisatrice

#### Courts métrages
- 2015 : Le Sommeil des Amazones
- 2017 : Les Corps purs (co-réalisé avec Guillaume De Ginestel)
- 2019 : Matriochkas

Longs métrages
- 2025 : Les filles du ciel

### Scénariste
Courts métrages
- 2015 : Le Sommeil des Amazones
- 2017 : Les Corps purs
- 2019 : Matriochkas

Longs métrages
- 2025 : Les filles du ciel (sortie à dater)

### Productrice
- 2015 : Le Sommeil des Amazones
- 2017 : Les Corps purs

## Théâtre
- 2023 : Un léger doute de Stéphane De Groodt, mise en scène Jérémie Lippmann, théâtre de la Renaissance

## Distinctions
- 2015 : prix de la critique au Brussels Short Film Festival pour Le Sommeil des amazones[13].
- 2015 : prix de la critique au Brussels Film Festival pour Le Sommeil des amazones[14].
- 2017 : prix Arte et Prix RTBF au Festival international du film francophone de Namur pour Les Corps purs [15].
- 2018 : prix de la critique au Festival international du film policier de Liège pour Les Corps purs
- 2019: prix d'interprétation féminine, prix de la RTBF, prix de la fédération Wallonie-Bruxelles au Brussels short Film Festival pour Matriochkas[16]
- 2020 : Magritte du meilleur court-métrage pour Matriochkas
- 2021 : grand prix du Jury au Festival Films courts de Dinan pour Matriochkas[17].
- 2023 : Nomination au Meilleur Espoir Féminin aux Magritte du Cinéma pour Ailleurs si j'y suis de François Pirot